# Agnieszka Kotlarska
Agnieszka Kotlarska (15 août 1972 - 27 août 1996) est une mannequin, la première polonaise à devenir Miss International en 1991.

## Biographie
Kotlarska est née le 15 août 1972 à Wrocław, en Pologne. Elle suit ses études à l'École polytechnique de Wrocław. Le 19 juillet 1991, elle est élue Miss Pologne. Le 13 octobre de la même année elle est couronnée Miss International. Ensuite, elle commence sa carrière de mannequin à New York où elle travaille pour Ralph Lauren et Calvin Klein. Après son retour en Pologne, elle s'installe dans sa ville natale. 
Le 27 août 1996, elle est mortellement poignardée par un admirateur déséquilibré. Lors de l'agression, son mari Jarosław Świątek est blessé,.

## Filmographie
- 2013: Będę Cię kochał aż do śmierci – film documentaire[4]